# 现代金报
《现代金报》是中华人民共和国浙江省宁波市的一份报纸。前身为创刊于1992年7月1日由浙江省人民政府主管、由新华社浙江分社主办的《浙江经济报》，初为每周一期，1994年出日刊，1998年曾更名为《浙江经济日报》，1999年恢复原名，2000年出版周5刊，2003年10月22日更名改版为《现代金报》，并确立“讲真话、办实事、树正气”的办报宗旨，定位为有财经特色的都市报，为综合性大报，2009年成为新华社直属报刊:5916，2016年12月改由宁波日报报业集团主管，2020年起转型为“服务教育事业、促进师生发展、指导家庭教育、优化教育生态”为办报方针的学习型报纸，以“身边的教育家”为理念，设校园新闻版块、学术交流、家长学校、小记者等版块，并改在每周二、周五出版。